# Palpelius clarus
Palpelius clarus là một loài nhện trong họ Salticidae.
Loài này thuộc chi Palpelius. Palpelius clarus được Carl Friedrich Roewer miêu tả năm 1938.